# Kelurahan Wirotho Agung
Kelurahan Wirotho Agung is een bestuurslaag in het regentschap Tebo van de provincie Jambi, Indonesië. Kelurahan Wirotho Agung telt 17.138 inwoners (volkstelling 2010).